# Laekvere (gemeente)
Laekvere (Estisch: Laekvere vald) was een gemeente in de Estlandse provincie Lääne-Virumaa. De gemeente telde 1469 inwoners op 1 januari 2017 en had een oppervlakte van 352,2 km². De gemeente is in oktober 2017 opgegaan in de gemeente Vinni.
De gemeente bestond uit achttien dorpen en één wat grotere nederzetting met de status van alevik (vlek): de hoofdplaats Laekvere. De grootste dorpen waren Muuga, Paasvere, Rahkla en Venevere.

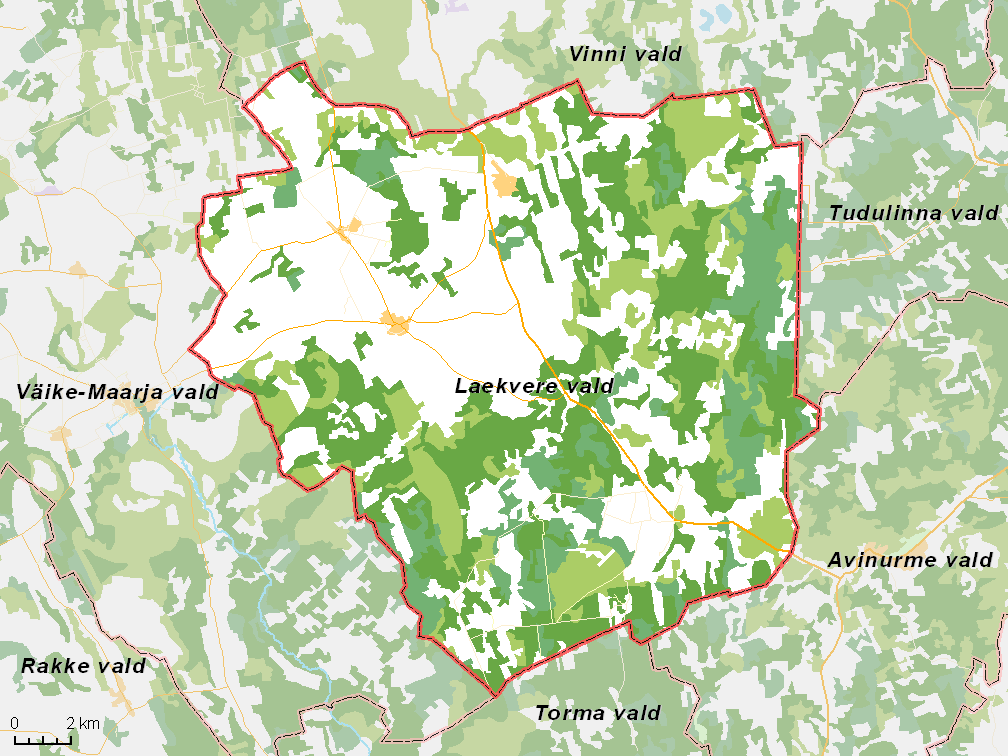
De vroegere gemeente met omliggende gemeenten